# Astro City
Kurt Busiek's Astro City, o più semplicemente Astro City, è una testata antologica a fumetti pubblicata negli Stati Uniti d'America in tre serie e incentrata sull'omonima immaginaria città.

## Storia editoriale
La serie è stata scritta da Kurt Busiek insieme al disegnatore Brent Anderson, con la progettazione grafica dei personaggi e le copertine curate da Alex Ross. La prima serie è stata una miniserie di sei numeri esordita nel 1995 e pubblicata dalla Image Comics; la seconda venne sempre realizzata dagli stessi autori ma pubblicata dalla Homage Comics dal 1996 al 2000. L'ultima saga della serie, The Dark Age, è un arco narrativo di sedici numeri ambientato negli anni settanta e ottanta, un periodo in cui i cittadini di Astro City ponderano sulle funzioni e motivazioni degli individui dotati di superpoteri e sulla loro posizione nella comunità. La serie non ha una periodicità prefissata.
The Dark Age esordì nel 2005 e si concluse con il sedicesimo numero nel maggio 2010, con gli ultimi quattro numeri pubblicati mensilmente.
Una terza serie venne edita dall'etichetta della DC Comics, Vertigo, dal 2013 al 2018 per continuare con la pubblicazione di miniserie o volumi unici o graphic novel.